# 弗朗索瓦丝·巴尔-西诺西
弗朗索瓦丝·巴尔-西诺西（1947年7月30日—）生於巴黎，法国病毒学家，巴黎巴斯德研究所逆转录病毒感染调控研究小组主任。她主要从事反转录病毒研究，在人类免疫缺陷病毒（HIV）的发现过程中做出了重要贡献。2008年她和同事吕克·蒙塔尼耶籍此一同被授予诺贝尔生理学或医学奖，分享一半奖金。

## 生平
弗朗索瓦丝·巴尔-西诺西于1974年获得博士学位，随后进入法国国家卫生研究院（INSERM）从事某一特定群体的病毒——逆转录病毒和肿瘤关系的研究。1983年，她和吕克·蒙塔尼等合作发现了人类免疫缺陷病毒。1988年，巴尔-西诺西获得巴斯德研究所的教授职位，并在此后十年参与研制艾滋病病毒疫苗的项目。巴尔-西诺西独立或与人共同发表120多篇科技论文及200多种其它出版物，参与过250余次国际学术会议，并培养训练了许多青年研究人员。
在法国，巴尔-西诺西对相关领域的学术机构做出过积极贡献。她同时担任世界卫生组织和联合国艾滋病规划署（UNAIDS-HIV）的顾问。

## 荣誉
弗朗索瓦丝·巴尔-西诺西于2006年获得第四等法国荣誉军团勋章。2008年，她与吕克·蒙塔尼耶和哈拉爾德·楚爾·豪森分享诺贝尔生理学或医学奖。